# Kendal and Windermere Railway
| \| \| \| Windermere \| \| \| \| Staveley \| \| \| \| Burneside \| \| \| \| Kendal \| \| \| \| WCML Richtung Norden \| \| \| \| Oxenholme \| \| \| \| WCML Richtung Süden \| |  |                      |                      |
| Haltepunkt / Haltestelle Streckenanfang |  | Windermere           | Windermere           |
| Haltepunkt / Haltestelle |  | Staveley             | Staveley             |
| Haltepunkt / Haltestelle |  | Burneside            | Burneside            |
| Haltepunkt / Haltestelle |  | Kendal               | Kendal               |
| Abzweig geradeaus und von links |  | WCML Richtung Norden | WCML Richtung Norden |
| Bahnhof |  | Oxenholme            | Oxenholme            |
| |  | WCML Richtung Süden  |                      |

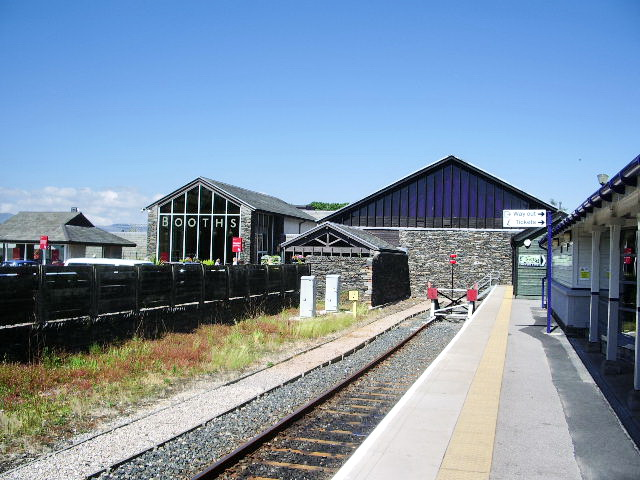
Bahnhof Windermere

Die Kendal and Windermere Railway war ein Tochterunternehmen der Lancaster and Carlisle Railway, von deren Bahnstrecke die Verbindung in Oxenholme abzweigte. Die Bahnstrecke verdankt ihre Existenz Unsicherheiten in der Planung der Bahnlinie zwischen Lancaster und Carlisle. Die Strecke sollte den Ort Kendal anschließen, doch hätte dies für die Weiterführung den Bau eines Tunnels von 4 km Länge nördlich von Kendal nötig gemacht. Die Verbindung nach Carlisle wurde schließlich in ihrer noch heute als West Coast Main Line bestehenden Linienführung östlich an Kendal geführt. Es wurde beschlossen, den Bahnanschluss von Kendal nun in Richtung Windermere fortzuführen. Mit Windermere war damals an den See Windermere gedacht worden, die Eisenbahn endete jedoch in einem Ort, der damals noch Birthwaite hieß und erst später zum Ort Windermere umbenannt wurde. Die ursprünglich zweigleisige Strecke wurde zwischen ihrem Abzweig in Oxenholme und Windermere auf ein Gleis reduziert, die Strecke ist aber noch in Betrieb und ist heute die Windermere Branch Line, deren Zugverbindungen von TransPennine Express betrieben werden.
Die Bahnstrecke wurde zwar 1845 durch den Kendal and Windermere Railway Act vom britischen Parlament gegründet, sie traf aber auf Ablehnung in der Bevölkerung des Lake District. Prominentester Gegner der Eisenbahnlinie war der Dichter William Wordsworth.
 Wordsworth schrieb einen Leserbrief an die Zeitung Morning Post, den er unter der Überschrift On the Projected Kendal and Windermere Railway mit einem Sonett begann:

Is then no nook of English ground secure

From rash assault?* Schemes of retirement sown

In youth, and ’mid the busy world kept pure

As when their earliest flowers of hope were blown,

Must perish; – how can this blight endure?

And must he too the ruthless change bemoan

Who scorns a false utilitarian lure

’Mid his paternal fields at random thrown?

Baffle the threat, bright Scene, from Orrest-head

Given to the pausing traveller’s rapturous glance:

Plead for thy peace, thou beautiful romance

Of nature; and, if human hearts be dead,

Speak, passing winds; ye torrents, with your strong

And constant voice, protest against the wrong. 

Trotz des Protestes gegen die Bahn, wurde der Bahnhof Windermere in einem zweiten Bauabschnitt nach dem Bahnhof in Kendal 1847 eröffnet. 